# Edgar Faure
Edgar Faure (18. srpna 1908 – 30. března 1988) byl francouzský politik a historik.

## Politická kariéra
Ve dvou obdobích byl premiérem Francie (1952, 1955–1956). Zastával i řadu dalších vládních funkcí: ministr rozpočtu (1950–1951), ministr spravedlnosti (1951–1952), ministr financí (1953–1955, 1958), ministr plánování (1954–1955), ministr zahraničních věcí (1955), ministr zemědělství (1966–1968), ministr školství (1968–1969), státní ministr a ministr sociálních věcí (1972–1973). V letech 1973–1978 byl předsedou Národního shromáždění. Byl rovněž dlouholetým starostou malé vesničky Port-Lesney (1947–1970, 1983–1988) a sedmnáctitisícového města Pontarlier (1971–1977). Byl představitelem Republikánské, radikální a radikálně socialistické strany. Kromě historických prací a esejů psal též detektivní romány pod pseudonymem Edgar Sanday.